# Hildegarda Burgundská
Hildegarda Burgundská (francouzsky Audéarde de Bourgogne, 1056? – 1104) byla gaskoňská a akvitánská vévodkyně.

## Život
Narodila se jako jediný potomek burgundského vévody Roberta I. Burgundského a jeho druhé manželky, hraběnky Ermengardy z Anjou, dcery hraběte Fulka III. z Anjou.
Roku 1069 se stala třetí manželkou akvitánského vévody Viléma VIII. Měli spolu celkem tři děti: 
- vévoda Vilém IX. Akvitánský
- Anežka Akvitánská, královna aragonská a navarrská
- Beatrix, poprvé se vdala za krále Alfonse VI. Leónského a Kastiliského a podruhé za haběte Eliáše I. z Maine[1]

Hildegarda a Vilém VIII. byli příbuznými ve čtvrtém stupni, což značně pohoršovalo papeže Řehoře VII., který žádal jejich rozluku. Založení kláštera Montierneuf v Poitiers jej přimělo k vydání dispenzu. Svého manžela přežila téměř o dvacet let a byla pohřbena po jeho boku v Montierneuf.